# Balle à très faible traînée

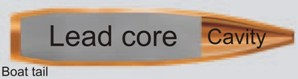
Une balle traditionnelle à pointe creuse avec un profil lui donnant une très faible trainée. Les chemisages de ces balles sont généralement fabriqués à partir d'alliage de cuivre (comme le laiton rouge ou le cupronickel)

La balle à très faible traînée est d'abord un développement balistique d'armes de petits calibres dans les années 1980-1990, poussés par le désir des tireurs de disposer des balles ayant une plus grande précision et une plus grande efficacité cinétique, en particulier avec une portée accrue. Pour atteindre cet objectif, le projectile doit minimiser sa résistance de l'air durant son vol. Le besoin venait des tireurs d'élite militaires, des tireurs sur cible à longues distances, mais les chasseurs en bénéficièrent également. La plupart des balles à très faible traînée sont utilisées dans des fusils.
Les balles ayant un coefficient de traînée inférieur décélèrent moins rapidement. Un faible coefficient de traînée aplatit la trajectoire du projectile et diminue aussi nettement la dérive latérale causée par les vents de travers. La vitesse d'impact plus élevée des balles à faible coefficients de traînée signifie qu'elles disposent plus d'énergie cinétique à l’impact.

## Développement
Le développement des balles à très faible traînée mit l'accent principalement sur les facteurs suivants:
- La production de balles avec des centres de poussées et centres de masse coïncidents
- Le dessin du nez de balles incorporant des profils avec des ogives sécantes, des ogives tangentes, des ogives de Von Karman ou des profils de Sears-Haack
- L'utilisation de balles avec des talons coniques, similaire à la poupe d’un bateau
- Une cavité ou un creux dans le nez de balle (balle à pointe creuse) pour décaler le centre de gravité du projectile vers l'arrière
- Pour réduire les dommages au canon utilisés et augmenter la vitesse initiale, certaines balles à très faible traînée moderne ayant un chemisage monométallique sont des projectiles avec une ceinture de guidage très fine. Les minces bandes de guidage sont les seules parties qui sont en contact avec le canon. L'utilisation de bandes de conduite fut mise en œuvre à l’origine sur les obus d'artillerie. L’utilisation de ces bandes de guidage exige que les diamètres des projectiles et des canons soient parfaitement adaptés l’un à l’autre.

Le projectile résultant devrait minimiser sa traînée pour faciliter son passage dans l'air. La régularité dans la production des balles, alliée à la régularité de l'assemblage des cartouches (contrôle de qualité) devrait donner une excellente régularité des tirs.
Les principes de la conception de la balle et de la balistique externe sont classiquement établis dans le livre de F.W. Mann The Bullet's Flight From Powder to Target: Ballistics of Small Arms (Trajectoire de la balle de la poudre à la cible : balistique des petits calibres).

## Conception moderne
La possibilité d'usiner des balles monométalliques (balles sans noyau constitué d’un seul métal (alliage)) offre aux concepteurs de balles la liberté de concevoir des formes élancées, aérodynamiquement efficaces, qui ne peuvent être produites avec des méthodes de production traditionnelles.
Les balles monométalliques à très faible traînée sont normalement usinées à partir de barres de métal à haute usinabilités ou d’alliages, grâce à des tours à commandes numériques. Les matériaux courants sont le laiton de décolletage UNS C36000, un laiton sans plomb, le cuivre sans oxygène et d'autres alliages hautement usinables de cuivre, de nickel, et de tellure.
Produire des balles précises de cette façon n’est pas facile. Afin de garantir la régularité et la précision des balles, un contrôle de qualité pendant et après la production est nécessaire. Les balles monométalliques solides sont plus chères que les balles chemisées à pointe creuse à très faible traînée.